# Governo Minghetti II
Il Governo Minghetti II è stato il quattordicesimo esecutivo del Regno d'Italia, il secondo guidato da Marco Minghetti.
Esso, nato in seguito alle dimissioni del governo precedente, è stato in carica dal 10 luglio 1873 al 25 marzo 1876 (sebbene già dimissionario dal 18 marzo), per un totale di 989 giorni, ovvero 2 anni, 8 mesi e 15 giorni.

## Compagine di governo

### Appartenenza politica
| Partito | Partito        | Presidente | Ministri | Totale |
| ------- | -------------- | ---------- | -------- | ------ |
|         | Destra storica | 1          | 9        | 10     |

### Situazione parlamentare
NOTA: Nonostante questo governo sia stato effettivamente privato della fiducia (seppur indirettamente e tramite un ordine del giorno), ai tempi del Regno d'Italia, poiché secondo lo Statuto Albertino il governo rispondeva nei fatti al solo Re, il rapporto con il Parlamento in senso moderno non era obbligatorio (ed in tal senso vari sono stati i casi di formazione di un governo palesemente privo di tale supporto). La prassi di determinare la sopravvivenza dell’esecutivo in base al supporto parlamentare, dunque, si è andata sviluppando si da questi momenti, ma stabilmente solo successivamente, specie con l’ascesa dei partiti di massa e con l’introduzione del sistema proporzionale, in tempi molto più tardi rispetto all’unità, ed ufficialmente solo con la Costituzione della Repubblica Italiana. Per questo motivo, il grafico sottostante espone, secondo ricostruzioni e dichiarazioni, nonché secondo la composizione del governo ed anche secondo il voto effettivamente subìto, il supporto che questo ha ottenuto.
Al momento della sua entrata in carica e fino al 23 novembre 1874 (XI legislatura):
| Camera              | Collocazione | Partiti             | Seggi     |
| ------------------- | ------------ | ------------------- | --------- |
| Camera dei deputati | Maggioranza  | PLC (233), IND (80) | 313 / 508 |
| Camera dei deputati | Opposizione  | DEM (195)           | 195 / 508 |

Dal 23 novembre 1874 al 18 marzo 1876 (XII legislatura):
| Camera              | Collocazione | Partiti   | Seggi     |
| ------------------- | ------------ | --------- | --------- |
| Camera dei deputati | Maggioranza  | PLC (276) | 276 / 508 |
| Camera dei deputati | Opposizione  | DEM (232) | 232 / 508 |

Al momento della sua caduta, il 18 marzo 1876:
| Camera              | Collocazione | Partiti                | Seggi     |
| ------------------- | ------------ | ---------------------- | --------- |
| Camera dei deputati | Governo      | PLC (242)              | 242 / 508 |
| Camera dei deputati | Opposizione  | DEM (232), PLC-D. (34) | 266 / 508 |

## Composizione
| Carica                                | Titolare                                                                            | Titolare                                                 | Titolare                                                    |
| Presidenza del Consiglio dei ministri | Presidenza del Consiglio dei ministri                                               | Presidenza del Consiglio dei ministri                    | Presidenza del Consiglio dei ministri                       |
| ------------------------------------- | ----------------------------------------------------------------------------------- | -------------------------------------------------------- | ----------------------------------------------------------- |
| Presidente del Consiglio dei ministri |                                                                                     |                                                          | Marco Minghetti (Destra storica)                            |
| Ministero                             | Ministri                                                                            | Ministri                                                 | Ministri                                                    |
| Affari Esteri                         |                                                                                     |                                                          | Emilio Visconti Venosta (Destra storica)                    |
| Agricoltura, Industria e Commercio    |                                                                                     |                                                          | Gaspare Finali (Destra storica)                             |
| Lavori Pubblici                       |                                                                                     |                                                          | Silvio Spaventa (Destra storica)                            |
| Interno                               |                                                                                     |                                                          | Girolamo Cantelli (Destra storica)                          |
| Pubblica Istruzione                   |                                                                                     |                                                          | Antonio Scialoja (Destra storica) (fino al 6 febbraio 1874) |
| Pubblica Istruzione                   | Girolamo Cantelli (Destra storica) Ad interim (dal 6 febbraio al 27 settembre 1874) |                                                          |                                                             |
| Pubblica Istruzione                   |                                                                                     | Ruggiero Bonghi (Destra storica) (dal 27 settembre 1874) |                                                             |
| Guerra                                |                                                                                     |                                                          | Cesare Francesco Ricotti-Magnani (Destra storica)           |
| Marina                                |                                                                                     |                                                          | Simone Pacoret de Saint-Bon (Destra storica)                |
| Finanze                               |                                                                                     |                                                          | Marco Minghetti (Destra storica)                            |
| Grazia e Giustizia e Culti            |                                                                                     |                                                          | Paolo Onorato Vigliani (Indipendente)                       |

## Cronologia

### 1873
- 10 luglio - Il Governo giura dinnanzi al Re.

### 1874
- 4 febbraio 1874: la Camera respinge con 140 voti contrari e 107 favorevoli la proposta del Ministro della Pubblica Istruzione di istituire la scuola elementare gratuita e obbligatoria per tutti[6]; di conseguenza Antonio Scialoja si dimette.
- 20 settembre - È sciolta la Camera dei Deputati e convocati gli elettori per l’8 e 15 novembre; e il nuovo Parlamento per il 23 novembre.
- 8-15 novembre - Si svolgono le elezioni politiche: il governo, pur non dimessosi, vede ridursi (ma anche solidificarsi) la sua base di supporto, avendo la Destra storica ottenuto si la maggioranza dei seggi (276) e la maggioranza assoluta, ma avendo perso il supporto aggiuntivo degli indipendenti, non essendone stato eletto alcuno.

### 1876
- 18 marzo - "Rivoluzione parlamentare": la Camera respinge con 242 voti contro 181 la richiesta del Governo di rimandare la votazione della “risoluzione Morana” che criticava i metodi di riscossione della tassa sul macinato; di conseguenza l'esecutivo si dimette[7]. Viene affidato un mandato esplorativo a Depretis.
- 25 marzo - Con il giuramento del nuovo esecutivo termina ufficialmente l’esperienza di governo.